# Мадениет (район имени Габита Мусрепова)
Мадениет (каз. Мәдениет) — село в районе имени Габита Мусрепова Северо-Казахстанской области Казахстана. Село входит в состав Кокалажарского сельского округа. Код КАТО — 596644500.

## Население
В 1999 году численность населения села составляла 236 человек (123 мужчины и 113 женщин). По данным переписи 2009 года, в селе проживало 61 человек (32 мужчины и 29 женщин).